# 伊藤優衣
伊藤 優衣（いとう ゆい、1994年4月26日 - ）は、日本の女優、アイドル、タレント。
群馬県出身。

## 来歴
2010年、映画『告白』でスクリーンデビュー。かつてはフィットワン、サンズエンタテインメント、mitt managementに所属していた。
2012年8月よりニコニコ動画のニコニコミュニティにて自身のコミュニティ「ちゃんゆいの広場♪」を開設。これに関連して、2012年9月から出演するニコニコ生放送の番組『超アニメ系微少女ユニット養成所』後の『金曜7時はキラリラハート！』にて3人組アイドルユニット、超アニメ系微少女ユニット【KiraLyraHeart】（キラリラハート）のメンバー“ちゃんゆい”として2014年3月頃まで活動し、TOKYO IDOL FESTIVALなどのアイドルイベント・ライブステージに多数出演していた。
以降は「美少女戦士セーラームーン」、「NARUTO -ナルト-」、「家庭教師ヒットマンREBORN！」など舞台を中心に活動している。
現在は、TikTok、インスタグラム、YouTubeチャンネルである｢僕たちのあざす。｣に出演している。

## 人物
- O型。
- 芸能界入りのきっかけは、原宿でのスカウト[1]。
- 特技は体が柔らかいこと（中学3年間器械体操部に所属）、まつ毛にピンをのせられる[2]。
- 兄弟は4歳違いの姉が1人。
- 動物占いは「一匹狼」。好きな動物はホワイトタイガー。

## 出演

### 映画
- 告白（2010年6月5日、東宝） - 石野美優 役
- 愛と誠（2012年6月16日、角川映画 / 東映）
- いなべ（2013年） - 川瀬亜希 役[注 1]
- 新大久保物語（2013年11月16日、ユナイテッドエンタテインメント） - 詩織 役
- 偶像戦記（2014年）
- 新宿スワン（2015年5月30日、ソニー・ピクチャーズエンタテインメント）
- ラブ&ピース（2015年6月27日、アスミック・エース）
- ホーンテッド・キャンパス（2016年7月2日、松竹） - 竹村巴絵 役
- アニバーサリー（2016年10月22日、ティ・ジョイ） - 真里奈 役
- マスカレード・ホテル（2019年1月18日、東宝）

### テレビドラマ
- 大切なことはすべて君が教えてくれた（2011年1月17日 - 3月28日、フジテレビ） - 西野優衣 役
- 地の塩（2014年2月16日 - 3月2日、WOWOW） - 米松碧 役
- 水曜ミステリー9 軽井沢駐在犬日誌（2015年11月4日、テレビ東京） - 沢田きらら 役
- よろず屋ジョニー 第5話（2015年11月、フジテレビTWO）
- 大岡越前3 第3話（2016年1月29日、NHK BSプレミアム） - お糸 役
- 人形佐七捕物帳 第4話（2016年11月15日、BSジャパン） - 逸見楓 役
- 銀座黒猫物語 第5話（2020年8月14日、カンテレ）

### 舞台
- SAKURA（2013年3月27日 - 4月1日、エアースタジオ） - 平野那江 役
- LOVEどきゅ〜ん 15（2014年1月29日 - 2月2日、笹塚ファクトリー）
- RIN-RIN-RIN〜ヒーローはいつも君のそばにいる〜（2014年2月26日 - 3月2日、シアターKASSAI） - 浅井梨乃 役
- POLYMPIC TOKYO!（2014年4月9日 - 13日、吉祥寺シアター） - 江田かえで 役
- GO,JET!GO!GO!Vol.2〜浮気なJETのパレットキャット〜（2014年5月23日 - 6月1日、アクアスタジオ） - 夏代 役
- 美少女戦士セーラームーン-Petite Étrangère-（2014年8月21日 - 9月7日 / 2015年1月16日 - 18日、東京 / 大阪 / 上海） - ブラックレディ 役
- NARUTO-ナルト-（2015年3月21日 - 6月7日 / 2016年7月30日 - 8月28日、東京 / 地方 / 海外） - 春野サクラ 役[3]
  - NARUTO-ナルト- 暁の調べ-（2017年5月19日 - 8月6日 / 2019年10月25日 - 12月22日、東京 / 地方 / 海外）
  - ライブ・スペクタクル「NARUTO-ナルト-」〜うずまきナルト物語〜（2021年12月4日 - 13日、日本青年館ホール / 12月25日 - 2022年1月2日、メルパルクホール大阪）
  - ライブ・スペクタクル「NARUTO-ナルト-」〜忍界大戦、開戦〜（2022年10月1日 - 10日、神戸文化ホール 中ホール / 10月15日 - 22日、天王洲 銀河劇場）
  - ライブ・スペクタクル「NARUTO-ナルト-」〜忍の生きる道〜（2023年10月8日 - 11日、 KAAT神奈川芸術劇場 / 10月18日 - 22日、AiiA 2.5 Theater Kobe / 10月28日 - 11月5日、 TOKYO DOME CITY HALL）[4]
- 転校生（2015年8月 - 9月、Zeppブルーシアター六本木）[5]
- リボンの騎士〜鷲尾高校演劇部奮闘記（2016年3月10日 - 13日、六行会ホール） - 芦沢答子 役
- 磐田屋の最愛の一日と儚い量子力学（2017年2月15日 - 2月19日、小劇場てあとるらぽう） - 清宮冴子 役
- 「陰陽師」～平安絵巻～（2018年3月9日 - 4月22日、東京 / 深圳 / 上海 / 北京） - 神楽 役
- 暁の帝 壬申の乱編（2018年6月27日 - 7月1日、池袋シアターグリーン BIG TREE THEATER） - 十市皇女 役
- BRAVE10〜燭〜（2018年7月26日 - 7月29日、なかのZERO大ホール） - ヒロイン・伊佐那海 役
  - BRAVE10〜昇焉〜（2020年9月19日 - 27日、ジャパンパビリオン・ホールA）
- 家庭教師ヒットマンREBORN! the STAGE（2018年9月21日 - 30日、天王洲 銀河劇場 / 10月3日 - 6日、大阪・メルパルクホール大阪） - ヒロイン・笹川京子 役[6]
  - -vs VARIA part I-（2019年6月14日 - 23日、シアター1010 / 6月27日 - 30日、柏原市民文化会館 リビエールホール）[7]
  - -vs VARIA part II-（2020年1月6日 - 13日、天王洲 銀河劇場 / 1月17日 - 19日、梅田芸術劇場 シアター・ドラマシティ） - 映像出演
  - -episode of FUTURE- 前編（2021年7月16日 - 22日、天王洲 銀河劇場 / 8月6日 - 8日、サンケイホールブリーゼ）[8]
  - -episode of FUTURE- 後編（2021年7月28日 - 8月1日、天王洲 銀河劇場）
- もーれつア太郎 木枯らしに踊る花吹雪（2018年12月19日 - 24日、俳優座劇場） - ユリ子 役
- 機動戦士ガンダム00 -破壊による再生-Re:Build（2019年2月15日 - 18日、日本青年館 / 2月23日・24日、森ノ宮ピロティホール） - ネーナ・トリニティ 役[9]
  - 機動戦士ガンダム00 -破壊による覚醒-Re:(in)novation（2022年2月7日 - 14日、新国立劇場）
- 死神遣いの事件帖 -鎮魂侠曲-（2020年7月23日 - 8月2日、サンシャイン劇場 / 8月5日 - 9日、梅田芸術劇場 シアター・ドラマシティ / 8月13日、福岡サンパレス / 8月15日、上野学園ホール） - お菊 役
- 演劇の毛利さん –The Entertainment Theater vol.0 音楽劇「星の飛行士」（2021年1月6日 - 17日、サンシャイン劇場 / 1月28日 - 31日、梅田芸術劇場 シアター・ドラマシティ）- シリウス 役
- オッドエンタテインメント「ゲキドル the STAGE」（2021年3月3日 - 7日、シアターサンモール） - ドール役[10]
- 劇団ホチキスvol.45『うらめしブギ』（2022年3月18日 - 27日、あうるすぽっと） - 読野暦 役
- ミュージカル「ピオフィオーレの晩鐘」（2022年5月5日 - 15日、サンシャイン劇場） - 主演・リリアーナ・アドルナート 役
- ナイスコンプレックスN35「キスより素敵な手を繋ごう」（2022年6月15日 - 19日、シアターサンモール / 6月26日、北九州芸術劇場 中劇場）- 長谷川一恵 役
- 舞台「オオカミの誘惑」（2022年7月23日 - 26日、銀座 博品館劇場）- 足立柑菜 役
- 舞台「イヴの時間」（2022年12月23日 - 29日、銀座 博品館劇場）- アキコ 役
- 宮下貴浩×私オム プロデュース 第6回公演 舞台「わかば自動車教習所で恋を学ぶ」（2023年3月29日 - 4月5日、シアターサンモール）- 水沢 役
- 舞台「イリス・ノワール -焔罪のミサ-」（2023年6月10日 - 6月18日、六行会ホール）- クアチル 役
- 舞台「アサルトリリィ・新章」サングリーズル編『種の最果ての地で』／大島近海ネスト調査隊編『金瘡小草の咲く時』（2023年12月19日 - 25日、シアター1010）- 山梨日羽梨 役
  - 舞台「アサルトリリィ・新章」サングリーズル編『花々の黄昏』／大島近海ネスト調査隊編『玲瓏たる深潭』（2024年5月17日 - 22日、かめありリリオホール）- 山梨日羽梨 役
- Casual Meets Shakespeare 『OTHELLO SC』（2024年1月18日 - 28日、シアターサンモール）- デズデモウナ 役
- 東京マハロ リバイバル公演 produce by テッコウショ「実は素晴らしい家族ということを知ってほしい」（2024年3月6日 - 10日、シアター711）- 源田真 役
- イリス・ノワール -禁樹のミエリ-（2024年4月3日 - 7日、六行会ホール）- クアチル 役[11]
- ノーティーボーイズ produce ケミカルリアクションACT.3「Only Stupid They」（2024年5月29日 - 6月2日、シアターサンモール） - ヒロイン・雨宮唯 役[12]
- Casual Meets Shakespeare「MACBETH SC」（2024年9月26日 - 10月6日、新宿村LIVE）- 魔女１ 役[13]
- 舞台「結城友奈は勇者である」（2024年10月12日 - 14日、ところざわサクラタウン ジャパンパビリオンホールA） - 三好夏凜 役[14]
- 『水平なライオン』（2024年11月20日 - 24日、シアター・アルファ東京）- 雨宮朱里 役[15]
- 舞台「夢のかけらを歌に乗せたら」（2025年1月8日 - 11日、新宿村LIVE）- 保土ヶ谷響子 役[16]
- イリス・ノワール -魔鏡のクリス-（2025年4月2日 - 6日、六行会ホール） - クアチル 役[17][18]
- 舞台「アサルトリリィ・シュツルム」～サングリーズル編～（2025年4月25日 - 30日、かめありリリオホール）山梨日羽梨 役[19]

### Webドラマ
- DOR@MO「美少女☆蟹工船」（2009年、SME） - マキ 役
- グッドモーニング・コール（2016年、フジテレビオンデマンド）
- GYAO! 配信ドラマ「めがだん」めがね探偵 阿佐川クリス（2017年7月） - 深雪七瀬 役
- 不能犯（2017年12月、カンテレ） - 千野智美 役
- 楽天オーネット×関西テレビ スペシャルWEBドラマ「どうせ、運命の恋」（2019年） - 祐美 役[20]
- 地獄のガールフレンド 第2話（2019年11月、フジテレビオンデマンド）

### その他のテレビ番組
- 音龍門（2010年11月8日・15日、日本テレビ） -  朗読少女
- Rの法則（2011年 - 2016年3月、NHK教育） - 第1期R'sメンバー
- 全力坂（2011年6月23日・29日、テレビ朝日）
- あんぐるランキング（2011年7月4日 - 7日、NHK Eテレ）
- CONTACT CAFE C（2012年3月、名古屋テレビ） - マンスリーMC
- 美少女ヌードル（2012年7月10日、テレビ朝日）
- ノブナガ（2013年10月12日、CBC）
- 特捜警察ジャンポリス（2014年4月 - 2019年3月30日、テレビ東京） - 潜入捜査官 役
- ボビー's スタジアム（2014年4月 - 2016年3月、テレビ埼玉） - レギュラーアシスタント
- ごごたま（2015年5月5日、テレビ埼玉）
- 一夜づけ（2016年6月7日、2016年6月8日、テレビ東京）
- オザワナイト（2017年9月23日、2017年9月30日、2017年10月7日、TBS）
- 痛快TV スカッとジャパン（2017年9月25日、2017年10月9日、2018年10月15日、フジテレビ）
- 香川照之の昆虫すごいぜ!（2017年10月9日、NHK Eテレ）
- こわでん（怖い伝説）（2019年8月7日、BSプレミアム）

### ラジオ
- 劇団サンバカーニバル（2013年10月 - 2014年3月、FM-FUJI） - レギュラーアシスタント
- FMぐんまちゃん家（2015年4月 - 毎週金曜13:00〜15:00、FM-GUNMA） - レギュラー
- エンタメ楽院（2022年9月10日、FM FUJI） - ゲスト

### ラジオドラマ
- らじどらッ！～夜のドラマハウス～ #20「チョコレート」（2016年2月8日 - 12日、ニッポン放送）
- ゆらぎ（2019年6月1日、NHK FM） - 葵 役

### インターネット番組
- アイドル夜の読書会（2012年5月16日 -  8月8日、ニコニコ生放送） - MC
- 超アニメ系美少女ユニット養成所（2012年9月7日 - 2013年5月3日、ニコニコ生放送） - ちゃんゆい（超アニメ系微少女ユニット【KiraLyraHeart】）
- ニコニコ超パーティーII（2013年4月28日、ニコニコ生放送） - 同上
- 金曜7時はキラリラハート（2013年5月10日 - 、ニコニコ生放送） - 同上
- 石川由依・長谷川里桃のお茶の間たいむ！（2021年10月4日、2022年3月30日、ニコニコ生放送）
- 寒川、宮川の話したいは・な・し 第9回（2022年11月9日、ニコニコ生放送）
- 君沢青春学園 ep.35（2023年12月26日）

### CM
- アサヒフードアンドヘルスケア 1本満足バー（2012年1月 - ）
- P&G Japan ウィスパー ピュアはだ（2013年3月 - ）
- SCEJA 共闘先生（2013年5月 - ） - 鈴木 役
- gorin.jp（2018年2月 - ）

### Web CM
- グッドデイズホールディングス「グッドルーム 同棲解消保険」（2016年12月 - ）
- アンファー スカルプD 薬用スカルプシャンプー「Oily Office篇」（2017年5月 - ）
- STLASSH（2020年3月 - ）
- ステラアルカナ（2020年7月 - ）
- 永谷園パキット（2024年11月 - ）

### ミュージックビデオ
- MADKID『Stuck on U』（2018年）

### パチンコ
- リング バースデイ 呪いの始まり（2019年8月 - ） - ユイ 役

### ゲーム
- 黒騎士と白の魔王 - シルキー 役
- アサルトリリィ Last Bullet - 山梨日羽梨 役

### イベント
- ニコニコ超パーティーII（2013年4月28日、ニコニコ超会議2 幕張メッセ）
- アイドルLive Starring（2013年5月25日、赤坂BLITZ）
- 神ライブ（2013年6月30日、東京キネマ倶楽部）
- アイドル横丁夏まつり〜2013〜（2013年7月7日、新木場STUDIO COAST）
- TOKYO IDOL FESTIVAL 2013（2013年7月27日、お台場・青海特設会場）
- アキバ大好き！祭り（2013年7月28日、ベルサール秋葉原 他）
- アイドル甲子園Presents「秋祭り〜BLITZ×サカス〜」（2013年10月6日、赤坂BLITZ・Sacas広場）
- ジャンプフェスタ 2018（2017年12月16日、幕張メッセ）
- NARUTO to BORUTO THE LIVE 2019（2019年10月5日・6日、幕張メッセ）
- Japan Parade 2023（2023年5月13日、ニューヨーク セントラルパーク）
- 舞台「イリス・ノワール -焔罪のミサ-」アフタートークイベント（2023年8月8日、東京カルチャーカルチャー）
- 舞台『アサルトリリィ・新章』トークイベント 予備校事前学習講座（2023年12月3日、LOFT9 Shibuya）
- ジャンプフェスタ 2024（2023年12月16日、幕張メッセ）
- 舞台『アサルトリリィ・新章』トークイベント 予備校復習講座（2023年12月28日、LOFT9 Shibuya）
- 舞台『アサルトリリィ・新章』トークイベント 予備校事前学習講座（2024年4月28日、LOFT9 Shibuya）
- 『ちかなその放課後トーク』#17（2024年8月18日、WALLOP 3F WAROS STUDIO）
- アサルトリリィ基調講演 ALPC24（2024年11月10日、都立産業貿易センター浜松町館）
- 舞台「アサルトリリィ」上映会 新章「花々の黄昏/玲瓏たる深潭」（2024年12月15日、こくみん共済coopホール／スペース・ゼロ）

### モデル
- チャライダーｘワンパンマン 無免ライダー
- 木村昴×FAVOLC【DRAMATIC CODE】

- 戦う役者100人展（2020年12月22日 - 12月27日、渋谷ギャラリールデコ）
- 女優が撮る女優展（2021年10月5日 - 10月10日、渋谷ギャラリールデコ）
- "これまで" の役者100人展（2023年12月19日 - 12月26日、渋谷ギャラリールデコ）

### その他
- 防衛省広報誌『MAMOR』2013年4月号にて、百里基地を訪問し航空自衛隊の制服を着て撮影、表紙と巻頭グラビアを飾る。
- 代々木アニメーション学院　オープンキャンパス　ゲストトーク（2018年3月26日、2020年11月8日）

- オンライン朗読劇「葉桜と魔笛」（2020年10月20日）
- 少年社中ライブストリーム『劇場に眠る少年の夢』リーディング上演「三人どころじゃない吉三」 (2020年12月23日)
- 2021 National Cherry Blossom Festival（2021年3月21日）
- 『女優が撮る女優展』オンライントークショー（2021年10月5日）
- メイホリックシアター13 朗読劇『にゃんとちゅまらぬ結末か』（2023年2月23日、25日、BOX in BOX THEATER） - 白うさぎ 役
- ハイセンスA3-D 朗読演劇『図書委員界』（2025年10月10日 - 13日〈予定〉、CBGKシブゲキ!!） - 赤城綾 役[21]

## 作品

### DVD
- Yui Time（2011年7月22日、イーネット・フロンティア）
- ボクのそばにはいつもキミ（2012年9月28日、エスデジタル、BDもあり）
- ピュア・スマイル（2012年12月21日、竹書房）
- ゆい日和（2014年1月20日、ラインコミュニケーションズ、BDもあり）
- 好きな人は誰ですか（2016年1月29日、エスデジタル、BDもあり）